# Corvus samarensis
Corvus samarensis — горобцеподібний птах з роду круків (Corvus) родини во́ронових (Corvidae). Раніше він вважався підвидом Corvus enca, але філогенетичні дані вказують на те, що обидва є різними видами, і тому Міжнародна спілка орнітологів розділила його.
Це ендемік Філіппін. Його природні місця існування — субтропічні або тропічні вологі рівнинні ліси та субтропічні або тропічні мангрові ліси. Є два підвиди, один знайдений на півночі Філіппін, а інший – на півдні:
- C. s. sierramadrensis — ендемік острова Лусон на півночі Філіппін
- C. s. samarensis — знайдений на Самарі та Мінданао на півдні Філіппін